# 准分子激光原位角膜磨镶术
准分子激光原位角膜磨镶术（LASIK，laser-assisted in stu keratomileusis）又称激光原位角膜磨削术、層狀角膜內層重塑術，是一種透過改變眼角膜的弧度，以改善視力的手術。其过程使用准分子激光通过对角膜瓣下基质层进行屈光性切削，从而改变瞳孔区的角膜曲率，达到矫正屈光不正的目的（通俗来看就是把角膜当成一种透明材料，通过切削作成了一副镜片）。
LASIK可矯正近視、遠視、散光等屈光不正，最高可矯正的度數受制於患者的角膜厚度，一般最高可矯正的近視度數達1000-1200度。手術方式需先使用板層刀機械將角膜切開，再施打雷射矯正，LASIK術後復原時間較短，病人所感受的痛楚亦較少。

## 歷史
LASIK手術的概念可追溯至1970年，Jose Barraquer醫生發明第一個角膜切割器（microkeratome），以切割極薄的角膜瓣以改變角膜弧度，這種手術稱為keratomileusis。已成為當今全世界最普遍的角膜屈光手術。
1990年，意大利醫生Lucio Buratto與希臘醫生Ioannis Pallikaris共同開發出LASIK手術，原理是把兩種不同的手術技術融會一起，即keratomileusis與photorefractive keratectomy（PRK）。由於手術比其他同類手術的準確度高，副作用卻較少，尤其與PRK相較明顯減少術後疼痛的現象，因此很快便流行起來。
早期，LASIK手術的角膜瓣，會以微型角膜切割器的刀片切割而成。近年出現的IntraLase無刀切割技術，以femto-second 雷射在角膜切割出角膜瓣層，無需刀片切割。好處是角膜瓣可切得更薄，增加可供塑型的剩餘角膜厚度，從而矯正更深的近視或遠視。
目前LASIK所使用的雷射主要是氟化氬（ArF）氣體準分子雷射（Excimer Laser）紫外光波長193 nm。旅美華裔物理學家林瑞騰（J.T. Lin）教授1991年在其美國專利首次提出213-nm UV固體雷射以取代有毒的氟化氬氣體。
Customized LASIK is based on two combined innovative technologies : （a) the flying-spot scanning (patented by JT Lin of LaserSight, Inc. in 1991), and (b) the eye-tracking (patented by S Lai of Novatech, in 1994)。 林及賴為旅美華裔物理化學博士。林教授為 飛點掃描(flying spot)–LASIK 和激光老視逆轉(Presbyopia Reversal) 手術方法發明人 (methods patents, US pat, 1991, 1993, 2001, 2001)

## 手術過程

### 手術前
接受手術前，醫生會為病人眼睛作詳細檢查，假如病人有佩戴隱形眼鏡，需在驗眼前暫停佩戴，軟性隱形眼鏡使用者需在手术前5到21天开始停止使用軟性隱形眼鏡，而硬鏡則需最少需要6个星期，如果携带硬性隐形眼镜超过3年，则需要再增加6个星期。
驗眼過程會比配眼鏡更詳細，包括量度眼睛屈光度數、最佳視力、角膜弧度、形狀及厚度，並會以顯微鏡檢查眼睛及眼球外部。亦會以眼藥水放大瞳孔以檢查病人的視網膜。放大瞳孔後眼睛會輕微畏光，看近物時會變得模糊，檢查後便會回復正常。

### 手術
手術前，病人的眼睛首先要經清洗消毒、然後滴麻醉藥作局部麻醉。之後，病人會平躺在手術床上，醫生會用开睑器（eyelid speculum）把眼睛撐開。手術過程中，病人會處於清醒狀態，並需要凝望著一個目標燈，
角膜薄片切割有兩種方式：
- 微型角膜切割器：以微型角膜切割器切割角膜，角膜切割器設有機械齒輪，以刀片自動切割出角膜瓣層。
- IntraLase無刀切割：以激光在角膜切割，造成角膜瓣層。切割後需等待約5至30分鐘，讓角膜內氣泡吸收，才可進行手術。

切割出角膜瓣後，醫生會把角膜瓣翻開，並開始射出激光，病人眼睛需要望著燈號，激光開始把角膜組織削去，以改變其弧度。病人會聽到聲響及嗅到燒焦的氣味，每隻眼的激光切削過程約十几秒到1分鐘左右。完成切削後，醫生會把角膜瓣放回原位、把开睑器除去，讓眼睛合上，切口無需縫針。
醫生會再次為病人滴眼藥水，然後以眼罩保護眼睛，經過一段時間的休息病人便可回家，無需住院。剛完成手術後，病人的視力已可見改善，但暫時會較為模糊，亦可能有輕微不適。

### 手術後
為避免角膜瓣移位，手術後須暫時佩戴眼鏡或眼罩保護眼球，不可揉眼。手術後隔天需回到醫生處覆診。切开的角膜瓣只是吸附在眼球上，而不是与眼球长合在一起。

## 外部連結
- What is LASIK?（页面存档备份，存于）—Food and Drug Administration
- Laser Eye Surgery（页面存档备份，存于）—United States National Library of Medicine